# Фельдман Микола
Микола Фельдман (23 березня 1904, м. Харків, Російська імперія — 8 жовтня 1975 , м. Нюрнберг, Німеччина) — естонський спортсмен, учасник Олімпійських ігор 1928 року в Амстердамі.

## Біографія
Народився 23 березня 1904 року в Харкові. Згодом переїхав до Естонії. Представляв спортивний клуб «EASK» з Тарту.
На Олімпійських іграх 1928 року виступав на національну збірну Естонії. Брав участь у змаганні зі штовхання ядра. У кваліфікаційному раунді зайняв 7 місце.
Пізніше переїхав до Німеччини. Помер 8 жовтня 1975 року в Нюрберзі, Баварія.